# ویلشایر گرند سنتر
ویلشایر گرند سنتر (انگلیسی: Wilshire Grand Center) آسمان‌خراشی در لس آنجلس کالیفرنیا است. این برج بلندترین ساختمان در کالیفرنیا و دهمین بلندترین برج ایالات متحده برشمرده می‌شود.